# Оганесян, Оганес Арташесович
Огане́с Арташе́сович Оганеся́н (арм. Հովհաննես Արտաշեսի Հովհաննիսյան; 5 октября 1993, Ереван, Армения) — армянский футболист, нападающий. Выступал за юношеские сборные Армении до 17 и до 19 лет, а также за молодёжную сборную до 21 года.

## Клубная карьера
Оганес Оганесян начал увлекаться футболом в раннем возрасте. В семье к футболу относились лояльно и желаниям сына перечить не стали, равно как старшему брату — Камо, по стопам которого пошёл сам Оганес.
Воспитанник футбольной школы «Пюник». Как большинство воспитанников клуба, Оганесян начал свой профессиональный путь с юношеской и молодёжной команд. Первое появление произошло в первенстве Первой лиги в сезоне 2009 года за «Пюник-3». Далее последовал переход в «Пюник-2». В обеих командах Оганесян проявлял свои бомбардирские навыки.
Этим не преминули воспользоваться в тренерском штабе главной команды. Оганесян дебютировал 14 мая 2010 года в домашней игре против «Ширака», где вышел лишь на последней минуте вместо Маркоса Пиццелли и проявить себя не успел. Всего в сезоне провёл в две игры, и в обеих выходил на последних минутах. Однако со следующего сезона доверие увеличилось. Связано это было с уходом ряда игроков в более сильные клубы Европы (Геворг Казарян, Маркос Пиццелли, Эдгар Манучарян и т. д.). Оганесян стал чаще выходить в основном составе. С выходом на поле стал появляться и результат. В 25 матчах забил 6 мячей. В 2011 году дебютировал в Лиге чемпионов. Сыграл в двух матчах против чешской «Виктории», но дебют был омрачён двумя крупным поражениями (0:4 — дома и 1:5 — в гостях). 24 сентября того же года сыграл в матче за Суперкубок Армении, в котором «Пюник» оказался сильнее «Бананца» — 3:0. Оганесян вышел на поле вместо Гукаса Погосяна на 76-й минуте.

## Карьера в сборной
В 2011 году главный тренер молодёжной сборной Армении, пригласил Оганесяна в ряды сборной. 7 июня, того же года, Оганесян дебютировал за сборную на отборочный цикл к чемпионату Европы до 21 года. Дебют пришёлся на стартовый матч против молодёжной сборной Черногории, в котором армянская молодёжка нанесла разгромное поражение своим соперникам со счётом 4:1. А Оганесян стал автором третьего мяча, забитого на 77 минуте.
Спустя 4.5 месяца, в дебютном для себя матче, в составе сборной Армении до 19 лет сыграл в матчах против Словакии, Греции и Андорры. В играх за юношескую сборную проявил высокую результативность — 4 мяча в 6 матчах. А в играх за молодёжную сборную до последнего тура претендовал на выход из группы, но победная поступь чешской молодёжи не позволила это сделать.

## Достижения

### Командные достижения
«Пюник»
- Серебряный призёр Чемпионата Армении: 2011
- Обладатель Кубка Армении: 2014
- Обладатель Суперкубка Армении: 2011

## Личная жизнь
Не женат. Имеет отца — Арташес, мать — Гаянэ и брата — Камо.

## Статистика выступлений
| Клуб             | Сезон            | Чемпионат | Чемпионат | Кубки | Кубки | Еврокубки | Еврокубки | Всего | Всего |
| Клуб             | Сезон            | Матчи     | Голы      | Матчи | Голы  | Матчи     | Голы      | Матчи | Голы  |
| ---------------- | ---------------- | --------- | --------- | ----- | ----- | --------- | --------- | ----- | ----- |
| Пюник-3          | 2009             | ?         | 7         | -     | -     | -         | -         | ?     | 7     |
| Всего            | Всего            | ?         | 7         | —     | —     | —         | —         | ?     | 7     |
| Пюник-2          | 2010             | ?         | 6         | -     | -     | -         | -         | ?     | 6     |
| Пюник-2          | 2012/13          | ?         | 1         | -     | -     | -         | -         | ?     | 1     |
| Всего            | Всего            | ?         | 7         | —     | —     | —         | —         | ?     | 7     |
| Пюник            | 2010             | 2         | 0         | 0     | 0     | 0         | 0         | 2     | 0     |
| Пюник            | 2011             | 25        | 6         | 5     | 0     | 2         | 0         | 32    | 6     |
| Пюник            | 2012/13          | 21        | 3         | 0     | 0     | 2         | 0         | 23    | 3     |
| Всего            | Всего            | 46        | 9         | 5     | 0     | 4         | 0         | 55    | 9     |
| Всего за карьеру | Всего за карьеру | 46        | 23        | 5     | 0     | 4         | 0         | 55    | 23    |